# Elaphoglossum latebricolum
Elaphoglossum latebricolum är en träjonväxtart som beskrevs av Vareschi. Elaphoglossum latebricolum ingår i släktet Elaphoglossum och familjen Dryopteridaceae. Inga underarter finns listade.